# Višnjan
Višnjan (tal. Visignano d'Istria) je općina u zapadnoj Hrvatskoj, u Istarskoj županiji.

## Općinska naselja
U sastavu općine 2021. godine bila su sljedeća naselja:
- Anžići
- Babudri
- Bačva
- Barat
- Barići
- Baškoti
- Benčani
- Bokići
- Broskvari
- Bucalovići
- Bujarići
- Butori
- Cerion
- Cvitani
- Deklevi
- Diklići
- Fabci
- Farini
- Gambetići
- Kelci
- Kočići
- Kolumbera
- Korlevići
- Košutići
- Kurjavići
- Legovići
- Majkusi
- Mališi
- Maretići
- Markovac
- Milanezi
- Prašćari
- Prhati
- Prkovići
- Pršurići
- Radoši kod Višnjana
- Radovani
- Rafaeli
- Rapavel
- Ribarići
- Sinožići
- Smolici
- Srebrnići
- Strpačići
- Sveti Ivan
- Štuti
- Tićan
- Tripari
- Vejaki
- Višnjan
- Vranići kod Višnjana
- Vrhjani
- Zoričići
- Ženodraga
- Žikovići
- Žužići

## Zemljopis

### Smještaj i položaj
Višnjan se nalazi u zapadnom dijelu Istre na području Poreštine. To je prostor između rijeke Mirne na sjeveru i Limskog kanala na jugu nazvan po najvećem naselju Poreču.
Višnjan ima dobar prometni položaj. S Porečom ga povezuje 12 km duga regionalna cesta, a od magistralne ceste Pula - Trst udaljen je samo 3 km. 2005. godine je dovršena izgradnja zapadnog kraka Istarskog ipsilona 1,5 km zapadno od mjesta koje je time dobilo bolju vezu s Pulom (centrom zračnog prometa) i Pazinom (centrom željezničkog prometa). Nekada je ovuda prolazila poznata željeznička pruga Parenzana (Poreč - tal. Parenzo), tzv. "vinska pruga" koja je povezivala Trst i Poreč, a bila je veoma važna za gospodarstvo ovog kraja jer su se njome prevozili domaći proizvodi (vino, pršut) do većih gradova na prodaju.

### Reljef
Reljefno, ovo je prostor vapnenačke zaravni koja se postepeno diže od mora prema unutrašnjosti s nadmorskom visinom od 200 do 300 m. Višnjan se nalazi na blagoj uzvisini od 244 m nadmorske visine. Zbog debelih naslaga crvenice, cijeli je kraj nazvan "crvena Istra". Crvenica je obradivo, ali propusno tlo, a crvene je boje zbog aluminijevih i željeznih oksida koje sadrži u sebi. Pošto se nalazi na krškom području, najčešći reljefni oblici su vrtače (tzv. dolci). Pokriveni su šumama, pašnjacima, a koriste se i kao obradive površine. Također ima ponora i jama koje nisu dovoljno istražene. U blizini Višnjana nalazi se i krški fenomen ovoga kraja; jama Baredine  Arhivirana inačica izvorne stranice od 3. rujna 2005. (Wayback Machine). Jama je uređena za posjete i turistički je veoma atraktivna.
Zbog vapnenaste građe i propusnosti tla, površinskih voda nema osim bara (lokvi). Ljeti im se smanji vodostaj zbog učestalih i dugotrajnih suša. Nekada su ih stanovnici koristili za napajanje stoke, a danas su staništa rijetkih vodozemaca. Sve su ugroženije zbog krupnog otpada koji se baca u njih i poremećuje ekološku ravnotežu.

### Klima i biljni pokrov
Klima ima submediteranska obilježja. Najveći utjecaj ima more. Postoje male razlike u temperaturi i količini padalina u odnosu na obalu. Srednja godišnja temperatura iznosi 13,4 °C. Najtopliji mjesec je srpanj sa srednjom temperaturom 22,4 °C, a najhladniji siječanj s 2,9 °C. Godišnja količina padalina kreće se oko 700 - 800 mm, što je oko 100 mm više nego količina padalina u Poreču, poglavito zbog razlike u nadmorskoj visini. Najčešće oborine su kiše koje su neravnomjerno raspoređene tijekom godine. Snijeg je rijetkost. Vjetrovi su vrlo česta pojava. Najpoznatiji su jugo, bura i maestral, a od ostalih vjetrova pušu tramontana, burin, nevera i levant.
I biljni pokrov ima submediteranska obilježja. Prevladavaju listopadne biljke. Karakteristične su šume hrasta medunca i bijeloga graba. Od ostalih vrsta tu se nalaze: kesten, crni jasen, hrast cer, drijen, svibovina, drača, tršlja, pavitina, brijest, oslad, bršljan i kukurijek. Od zimzelenih vrsta rastu pinj i bor. Ukras Višnjana predstavljaju zaštićena šuma pinja na ulazu u mjesto, stoljetni hrast medunac i drvored kestena duž glavnu ulicu. Simbol ovih krajeva je i drvo ladonja. Šume su veoma bogate gljivama, a ima i mnogo divljači što je preduvjet razvoja lovnog turizma.

## Povijest
Vissignanun, Vicinius, Guissignanus, Visignano,
Ime Višnjan vjerojatno potječe od latinske riječi Vicinianus što znači u blizini jer je Višnjan u prošlosti bio najbliži posjed Poreča. Najstariji pisani dokument u kojem mu se spominje ime je akt po kojemu su se određivale granice posjeda Sv. Maura iz 1003.g.
Na području sela Strpačići, 1 km od Višnjana, pronađene su bakrene naušnice i igle iz brončanog doba. Od 2000. do 1000. g. pr. Kr. naseljavaju se Iliri, a kasnije i Kelti. Ostaci iz tog razdoblja postoje na brežuljku Montemez u blizini Višnjana, a ime na keltskom znači lijepa uzvisina. Vrijedni pronalasci raznog keramičkog posuđa, i drugi ostaci iz tog razdoblja pronađeni su i u samom Višnjanu. Zapadno od Višnjana nalazilo se u antici i srednjem vijeku poznato naselje Dilian sa samostanom i crkvom sv. Mihovila iz 11. st. Radi značaja lokaliteta započela su istraživanja na međunarodnom nivou.
Višnjan je bio opasan zidom sve do 18. st. U rad se ulazilo kroz gradska vrata koja su izgrađena u doba Venecije s lavom i otvorenom knjigom.
Višnjanom su u prošlosti gospodarili Mlečani, Austrijanci, Francuzi i Talijani. Administrativno je pripadao Motovunu sve do 1847. g. kada postaje samostalna općina. Jače se počinje razvijati u 19. st. Rano dobiva svu potrebnu infrastrukturu (telefon, rasvjetu, vodovod), školu i liječnika.

## Stanovništvo
Na području općine Višnjan ima 46 manjih naselja u kojima je živjelo 2.274 stanovnika prema popisu stanovništva 2011. godine, dok je 2.187 stanovnika imao prema popisu iz 2001. godine i zauzima površinu od 69 km2.
Samo naselje Višnjan po popisu iz 2011. godine imalo je 694 stanovnika.

Prema popisu stanovništva 1880. g. Višnjan ima 1344 stanovnika, 1910. g. ima najviše 2088 stanovnika, a 1991. g. svega 615, što znači da je broj stanovnika u razdoblju od 80 godina smanjen 3.5 puta. Prema popis iz 1991. godine Općina je imala 2542 stanovnika.
Po nacionalnoj strukturi prevladavaju Hrvati, a ima i Talijana te regionalno opredijeljenih. Broj Talijana i regionalno opredijeljenih porastao je u odnosu na zadnji popis stanovništva.
Stanovništvo je porijeklom veoma šaroliko zbog velikih migracija u prošlosti. Naseljavaju se Kelti, Iliri, Slaveni, Mlečani, a zbog nadiranja Turaka 1500. g. Hrvati iz Dalmacije i BiH. 1950-ih godina dolazi stanovništvo s Ćićarije te okolice Varaždina kao kolonisti. Brojčano je značajno iseljavanje Talijana (1946. – 1958.) nakon pripojenja Istre Jugoslaviji. Posljednjih 40 godina veća je depopulacija mlađeg stanovništva zbog razvoja turizma na obali, a time opada i prirodni priraštaj. Veoma su prisutne dnevne migracije u veće centre zbog zaposlenja i školovanja.
Sastav stanovništva prema dobi je povoljan. Prevladava zrelo stanovništvo (55%), slijede mlado (25%) i staro stanovništvo (20%).
| broj stanovnika | 1900  | 2095  | 3014  | 3533  | 4195  | 4683  | 3947  | 3846  | 4078  | 3639  | 3186  | 2736  | 2416  | 2252  | 2187  | 2274  | 2096  |
|                 | 1857. | 1869. | 1880. | 1890. | 1900. | 1910. | 1921. | 1931. | 1948. | 1953. | 1961. | 1971. | 1981. | 1991. | 2001. | 2011. | 2021. |

| broj stanovnika | 918   | 1012  | 779   | 887   | 1059  | 1154  | 1986  | 1898  | 762   | 690   | 682   | 600   | 581   | 621   | 625   | 694   | 664   |
|                 | 1857. | 1869. | 1880. | 1890. | 1900. | 1910. | 1921. | 1931. | 1948. | 1953. | 1961. | 1971. | 1981. | 1991. | 2001. | 2011. | 2021. |

## Poznate osobe
- Antun Korlević, (1851. – 1915.), entomolog
- Jože Šuran, (1890. – 1944.), narodni heroj
- Korado Korlević, astronom
- Ivan Pilat, pjesnik
- Mirjana Matić, slikarica

## Gospodarstvo
Oko 40% stanovništva Višnjana je aktivno. Od toga je 11% stanovništva zaposleno u primarnim djelatnostima, najviše u poljoprivredi. Na području općine ima dosta poljoprivrednih površina, ali se stanovništvo bavi poljoprivredom samo kao dopunskim zanimanjem. Većina stanovništva je zaposlena u tercijarnim djelatnostima (48%), a dosta je stanovnika zaposleno u i kvartalnim (23%).
Većina stanovništva ne radi u općini Višnjan, već putuje u veće centre gdje je veća mogućnost zapošljavanja, pogotovo sezonskog zbog razvoj turizma na zapadnoj obali Istre. Najviše se migrira u Poreč i ostale veće centre u županiji.
U gospodarstvu općine najviše je zastupljena poljoprivreda i to uzgoj maslina, vinove loze i voća te stočarstvo. Ima nekoliko ugostiteljskih i trgovinskih objekata, a od obrtnika postoje stolar, automehaničar, tokar ... Značajna je i izrada suvenira od kamena i drva. U općini postoje i dva industrijska poduzeća: Mlin i Brko drvo. Zapadno od Višnjana, između naselja Farini, Milanezi i Radoši priprema se teren za veliku "servisno radnu zonu" od minimalno 18 ha, koja se zbog strateškog položaja na križanju cesta već sad naziva "Vrata Poreča".
Osnovana je Agro - udruga koja okuplja velik broj poljoprivrednika, a također dugo godina djeluje Savez uzgajivača koji radi na zaštiti i spašavanju autohtonog istarskog goveda (boškarina) od izumiranja. U Višnjanu je s tom namjerom osnovan 1. geno-park u Hrvatskoj "Boškarin".
Postoje uvjeti za razvoj lovnog, zdravstvenog i agroturizma. Tu su počinjeni prvi koraci; osnovana je turistička zajednica i izdani turistički prospekti, označene vinske ceste, bike staze, organizirane izložbe vina, gastro ponuda domaće zdrave hrane i mogućnost bavljenja športom.
Višnjan je značajan kulturni i prosvjetni centar. Uz osnovnu školu ima 1. privatnu srednju i višu Hotelijersko turističku školu u Hrvatskoj - Manero, te vrtić i jaslice Radost.
Ono po čemu je Višnjan najviše poznat u Hrvatskoj i svijetu je Zvjezdarnica Višnjan (http://www.astro.hr) poznata po otkrivanju malih tijela Sunčeva sustava. Osnovana je 1976. g. od mladih entuzijasta - amatera. Nakon izgradnje nove zvjezdarnice na Tićanu, postat će znanstveni centar za edukaciju mladih i važno turističko odredište, a time će se razviti novi oblik turizma, astroturizam.

## Izgled naselja i znamenitosti
Naselje se sastoji od dva dijela; stari dio mjesta nalazi se na brežuljku, a noviji dijelovi su izgrađeni na sjeveroistoku i jugozapadu. Naselje je građeno u mediteranskom stilu; kuće su građene od kamena, zbijene su, a ulice su uske.
Novi i stari dio naselja povezuje kamenom popločana ulica koja završava gradskim vratima. Ona su ulaz na gradski trg na kojem se nalaze barokna loža, cisterna, zvonik i župna crkva sv. Kvirika i Julite građena u neoklasicističkom stilu. Župna crkva se spominje još 1203. g., ali sadašnji oblik poprima tek 1833.g. Od ostalih sakralnih spomenika treba spomenuti ranogotičku crkvu sv. Antuna opata iz 15. st. i Sv. Matija (Cerion) s glagoljskim grafitima i natpisima i crkvu sv. Roka iz 1929. g.
U novijem dijelu naselja nalaze se dvije trgovine, pošta, banka, Zvjezdarnica, OŠ Jože Šurana, vrtić, SŠ Manero, općinska vijećnica i zgrada općine. U centralnom parku je smještena i velika sunčana ura.
Prema urbanističkom planu predviđa se širenje prema poluautocesti gdje će biti industrijska zona i nova stambena naselja.
Spomenici i kulturna baština:
- Gradina Monte Mez (Nez) - prapovijesni lokalitet
- Gradina Petrovac (Pedrovac) - prapovijesni lokalitet
- Gradina Višnjan (Stari grad) - prapovijesni lokalitet
- Dijan, nestalo naselje, arheološki lokalitet, rimsko razdoblje
- Bačva - Mt. Avra (Montavra) - rimska cesta
- Crkva Sv. Juraj m. XII. st. - Radovani
- Crkva sv. Antuna, opata, XIII - XV st. obnavljana 1913. -  ulaz u stari grad
- Sv. Jelena križarica, XIV. st. - Markovac
- Crkva Svi Sveti - Sv. Marija Magdalena, 1530. - na groblju
- Crkva Sv. Roka XVI st. - preseljena 1929. - Šaline
- Crkva Sv. Matija ap., XVI - XVIII. st: - groblje, Cerion
- Crkva Karmelske Gospe, XVI. st. - Bačva
- Crkva Sv. Jakov apostol 1628 - Bačva - na mjestu starije crkve.
- Crkva Sv. Pantaleon, XVII st. - Tičan, - na mjestu starije crkve.
- Općinska lođa (loza) XVII st. rekonstruirana, 1753. - stari trg
- Zvonik venecijanskog stila - 1772.
- Barokna općinska zgrada, XVII st. - stari trg
- Crkva Sv. Kvirika i Julite, 1830. – 1833. - stari trg,  - na mjestu starije crkve.
- Crkva Sv. Blaž - Barat
- Spomenik Joži Šuranu na Trgu slobode (sumnjive umjetničke vrijednosti)
- Spomen područje Tičan
- Skulptura "Od labure do zvijezda", omaž tehnologiji autora Marijana Paića.  Premještena iz Krunčići u Višnjan 2001. Donator Vojislav Matić.
- Skulptura i sunčana ura "Sunčev tron", Trg Antuna Korlevića, autor postolja ure Marijana Paića. Skulpturu prate kontroverze, od samog začetka realizacije.
- Zgrada Zvjezdarnice Tičan, prvi primjer "cyber romanike"
- Štuti, Hrast medunac (Quercus pubescens) - spomenik prirode

## Obrazovanje
- Dječji vrtić "Radost"
- OŠ Jože Šurana
- SŠ Manero s pravom javnosti
- Visoka poslovna škola s pravom javnosti "MANERO"
- Ljetna škola astronomije
- Ljetna škola znanosti  Arhivirana inačica izvorne stranice od 29. listopada 2005. (Wayback Machine)

## Šport
- NK Višnjan - (zeleni) - sportski teren "Pineta" - 3. ŽNL Istarska (2008./09.)
- Lovačko društvo "Tičan"
- Streljački klub "Kamilovica"
- Boćarski klub "A. Labinjan"
- Stolnoteniski klub "Višnjan"
- Pandalo klub - "Placa" - neformalan
- Udruga mažoretkinje Višnjan

Automobilistička utrka Nagrada Višnjana – Gambetići održava se od 2007.

## Naselja u Općini Višnjan
U sastavu Općine Višnjan su sljedeća naselja (hrvatski i talijanski nazivi):
Anžići/Anzici, Bačva/Baccia, Barat/Baratti, Barići/Barici, Baškoti/Bascotti, Benčani/Benciani, Broskvari/Boscovari, Bucalovići/Buzalovici, Bujarići/Buiarici, Cerion/Cerioni, Cvitani/Civitani, Deklevi/Declevi, Diklići/Declici, Fabci/Fabazzi, Farini/Farini, Gambetići/Gambetti, Kočići/Cocci, Kolumbera/Colombari, Korlevići/Corlevici, Košutići/Cossutti, Kurjavići/Curiavici, Legovići/Legovici, Majkusi/Maiacusi, Markovac/Marcovazzi, Milanezi/Milanesi,  Prašćari/Prascari, Prhati/Percatti, Pršurići/Persurici, Radoši kod Višnjana/Radossi, Radovani/Radovani, Rafaeli/Raffaelli, Rapavel/Rapavelli, Sinožići/Sinosici, Smolići/Smolicci, Srebrnići, Strpačići, Sveti Ivan/San Giovanni, Štuti/Stutti, Vejaki/Veiacchi, Višnjan/Visignano, Vranići kod Višnjana/Vrancici, Vrhjani/Verchiani, Zoričići/Zoricici, Ženodraga/Senodraga, Žikovići/Zicovici, Žužići/Susici.

## Vanjske poveznice
- Općina Višnjan
- Višnjan - neslužbeno  Arhivirana inačica izvorne stranice od 5. ožujka 2005. (Wayback Machine)
- Višnjanska zvjezdarnica
- Info stranice Višnjana i okolice  Arhivirana inačica izvorne stranice od 24. prosinca 2014. (Wayback Machine)